# 荔波吊竹
荔波吊竹（学名：Dendrocalamus liboensis）为禾本科牡竹属下的一个种。其种加词“liboensis”意为“贵州荔波的”。